# Daïra de Sidi Mezghiche
La daïra de Sidi Mezghiche est une circonscription administrative algérienne située dans la wilaya de Skikda. Son chef-lieu est situé sur la commune éponyme de Sidi Mezghiche.

## Communes
La daïra est composée de trois communes: 
- Sidi Mezghiche
- Aïn Bouziane
- Beni Oulbane